# Župa, Trbovlje
Župa je naselje v Občini Trbovlje.